# Leistungsklasse A 1990/91
Die Saison 1990/91 der Leistungsklasse A war die zweite Austragung der höchsten Spielklasse im Schweizer Fraueneishockey und zugleich die fünfte Schweizer Meisterschaft. Den Titel gewann zum dritten Mal in Folge die Frauenmannschaft des Grasshopper Club Zürich, während der HC Bergün in die Leistungsklasse B abstieg. Die Mannschaft von Fribourg Unterstadt zog sich nach Saisonende aus der Leistungsklasse A in die zweite Spielklasse zurück.

## Tabelle
Abkürzungen:S = Siege, U= Unentschieden, N = Niederlagen
| Rang | Verein              | Spiele | S  | U | N  | Tore | Punkte |
| ---- | ------------------- | ------ | -- | - | -- | ---- | ------ |
| 1.   | Grasshopper Club    | 20     | 20 | 0 | 0  | –:–  | 40     |
| 2.   | EHC Bülach          | 20     |    |   |    | –:–  | 29     |
| 3.   | SC Lyss             | 20     |    |   |    | –:–  | 26     |
| 4.   | SC Weinfelden       | 20     |    |   |    | –:–  | 17     |
| 5.   | Fribourg Unterstadt | 20     |    |   |    | –:–  | 8      |
| 6.   | HC Bergün           | 20     | 0  | 0 | 20 | –:–  | 0      |